# Döbön-kúti-ér
A Döbön-kúti-ér a Kisalföldön ered, Komárom-Esztergom vármegyében, mintegy 250 méteres tengerszint feletti magasságban. A patak forrásától kezdve előbb északi irányban halad, majd Eténél eléri a Csépi-eret.

## Part menti települések
- Császár
- Ete